# Безымянный переулок (Владикавказ)
Безымянный переулок — переулок во Владикавказе, Северная Осетия, Россия. Переулок располагается в Иристонском муниципальном округе Владикавказа между улицами Тамаева и Рамонова. Начинается от улицы Тамаева.
Переулок сформировался во второй половине XIX века. Впервые отмечен под современным наименованием в списке улиц Владикавказа от 1891 года.

## Источник
- Владикавказ. Карта города, изд. РиК, Владикавказ, 2011
- Кадыков А. Н., Улицы, переулки, площади и проспекты г. Владикавказа: справочник, изд. Респект, Владикавказ, 2010, стр. 34, ISBN 978-5-905066-01-6